# Isaac Kashdan
Isaac Kashdan (nascut el 19 de novembre de 1905 a Nova York, mort el 20 de febrer de 1985 a Los Angeles), fou un escaquista i escriptor d'escacs estatunidenc, que ostentà el títol de Gran Mestre des de 1954. Va ser dues vegades Campió de l'Obert dels Estats Units, els anys 1938 i 1947, i va representar en cinc ocasions els Estats Units a les Olimpíades d'escacs, on hi va guanyar un total de nou medalles; els seus resultats a les Olimpíades són considerats com els millors de tots els temps entre els jugadors estatunidencs.
Kashdan, d'origen jueu, va ser anomenat sovint a Europa der Kleine Capablanca (el petit Capablanca), per la seva capacitat per aconseguir la victòria en posicions aparentment equilibrades. Aleksandr Alekhin el va considerar un dels jugadors amb més possibilitats per succeir-lo com a Campió del món.
Kashdan no podia, però, involucrar-se seriosament en una carrera professional com a escaquista, per raons financeres. Els seus millors anys com a jugador coincidiren amb la Gran Depressió. Va recórrer a guanyar-se la vida com a agent d'assegurances per poder mantenir la seva família. Un dels seus fills tenia greus problemes de salut, i la família es va traslladar a Califòrnia en la dècada de 1940, a la recerca d'un clima millor.

## Resultats destacats en competició

### Els primers anys, grans resultats a Europa i Amèrica
El 1930, va ser 2n al torneig de Frankfurt, per darrere d'Aron Nimzowitsch, i va guanyar a Estocolm. El mateix any va vèncer a Győr, per davant de Herman Steiner, amb 8,5/9. També el 1930, va derrotar Lajos Steiner en un matx (+4 -3 =2) a Györ, i va perdre un altre matx contra Gösta Stoltz, (+2 -3 =1), a Estocolm. El mateix any va derrotar Charles Jaffé per 3-0 en un matx a Nova York.
El 1931, va ser 2n a Nova York, amb 8,5/11, per darrere de José Raúl Capablanca. Al torneig de Bled de 1931, Kashdan hi va obtenir una puntuació de 13,5/26 per empatar als llocs 4t-7è, (la victòria fou per Alekhin, invicte en el torneig, amb 20,5 punts). El 1931/32, al torneig de Hastings, Kashdan hi va quedar 2n, per darrere de Salo Flohr, amb 7,5/9 punts.
El 1932, a la Ciutat de Mèxic, hi va vèncer juntament amb Alekhin, amb 8,5/9, i va quedar en segon lloc, per darrere d'Alekhin, a Pasadena, amb 4,5/11. A Londres, aquell mateix any, hi va ser 3r-4t, juntament amb Mir Sultan Khan, amb 7,5/11, amb triomf d'Alekhin.
El 1934, va ser 2n al Torneig de Syracuse, amb 10,5/14, per darrere de Samuel Reshevsky. Al Campionat Obert dels Estats Units/Western Open, a Chicago 1934, hi va fer una puntuació de 4,5/9 a la final, per acabar empatat als llocs 5è-6è, amb Reshevsky i Reuben Fine com a guanyadors del torneig. Al mateix torneig (llavors conegut com a Western Open) el 1935 a Milwaukee, hi fou tercer, amb 6,5/10, amb triomf de Fine. Els anys 1935 i 1936 es proclamà campió de l'Estat de Nova York.

### Èxits a l'Obert dels Estats Units, però fracassos al campionat nacional
El 1938 a Boston aconseguí guanyar l'Obert dels Estats Units (juntament amb Israel Albert Horowitz), una fita que repetiria el 1947 a Corpus Christi. Kashdan també va aconseguir empatar als llocs 2n-4t a l'edició de 1948 a Baltimore, amb 9/12, mig punt per darrere de Weaver Adams.
No obstant això, mai va arribar a guanyar el Campionat dels Estats Units. Arnold Denker i Lawrence Parr, al seu llibre The Bobby Fischer I Knew And Other Stories, es fan ressò d'aquesta circumstància, ja que, si hagués estat capaç de guanyar-lo, hagués obtingut els recursos financers necessaris per dedicar-se completament als escacs. També indiquen que «des de 1928, Kashdan va ser clarament el millor jugador dels Estats Units, afavorit també per l'envelliment de Frank James Marshall».
Els resultats de Kashdan als Campionats dels Estats Units van ser:
- A Nova York, el 1936, 5è amb 10/15, amb triomf de Reshevsky.[21]
- A Nova York, el 1938, 3r, amb nova victòria de Reshevsky.
- A Nova York, el 1940, 3r, amb 10.5/16, en el qual fou el tercer triomf consecutiu de Reshevsky.
- A Nova York, el 1942, empatat al primer lloc amb Reshevsky, amb 12.5/15, però va perdre el play-off posterior per determinar el vencedor (+2 -6 =3).[22]
- A Nova York, el 1946, 2n amb 14,5/19, 1,5 punts per darrere de Reshevsky.[23]
- A South Fallsburg, el 1948, empatat al primer lloc amb Herman Steiner, però va perdre altre cop el playoff de desempat.[24]

Kashdan hauria pogut ser campió el 1942, però va perdre davant Reshevsky quan el director del torneig, Walter L. Stephens, va donar com a triomf de Reshevsky la seva partida contra Denker, quan en realitat havia perdut per temps.

### El període de guerra
Pel que fa a altres torneigs, Kashdan va empatar 5-5 en un matx contra Horowitz a Nova York el 1938. Amb l'arribada de la Segona Guerra Mundial el 1939, les competicions d'escacs es van reduir significativament. Kashdan va guanyar a l'Havana el 1940, amb 7,5/9. Va ser 2n-4t al Campionat Estatal de Nova York, a Hamilton el 1941, amb 7/10, amb triomf de Fine.
El 1945 va jugar al cinquè tauler en el matx per ràdio per equips entre els Estats Units i l'URSS, perdent les seves dues partides contra Aleksandr Kótov.
A Hollywood el 1945, 1r Campionat Panamericà d'escacs, Kashdan hi fou 5è amb 7/12, amb triomf de Reshevsky.

### El període de postguerra
L'equip dels Estats Units va viatjar a Moscou el 1946 per jugar la revenja contra l'equip soviètic. Kashdan va millorar ostensiblement el seu resultat contra Kótov respecte a l'any anterior, guanyant 1,5-0,5. El 1948 fou segon al Torneig de Mestres organitzat pel Manhattan Chess Club; Kashdan va puntuar 5,5/7, per darrere de George Kramer. El mateix any, a l'Internacional de Nova York hi va fer 4/9 i hi empatà als llocs 7è-8è, amb triomf de Reuben Fine.
Al Campionat obert dels Estats Units de 1951, a Fort Worth, Kashdan hi va puntuar 8/11, amb victòria de Larry Evans. A Hollywood el 1952, Kashdan hi va fer 4/9 i acabà 7è (el campió fou Svetozar Gligoric).
L'últim esdeveniment competitiu de Kashdan fou el matx de 1955 a Moscou contra l'URSS, on hi va marcar 1,5/4 contra Mark Taimànov.

### Participació en olimpíades d'escacs
Va participar en cinc ocasions amb l'equip dels Estats Units a les Olimpíades d'escacs:
- El 1928, va jugar al primer tauler, 2a Olimpíada, a La Haia (+12 -1 =2).[33]
- El 1930, va jugar al primer tauler, 3a Olimpíada, a Hamburg (+12 -1 =4).
- El 1931, va jugar al primer tauler, 4a Olimpíada, a Praga (+8 -1 =8).
- El 1933, va jugar al primer tauler, 5a Olimpíada, a Folkestone (+7 -1 =6).
- El 1937, va jugar al tercer tauler, 7a Olimpíada, a Estocolm (+13 -1 =2).[34]

A l'Olimpíada d'Estocolm el 1937, va aconseguir una puntuació de 14/16, el millor registre individual de tots els jugadors. El seu rècord absolut olímpic se situa en el 79,7% (+52 -5 = 22), el millor de tots els temps entre els jugadors nord-americans.
Kashdan va guanyar quatre medalles per equips en les Olimpíades: tres d'or (1931, 1933, 1937) i una d'argent (1928), així com cinc medalles individuals: dues d'or (1928, 1937), una de plata (1933), i dues de bronze (1930, 1931).
Entre els jugadors que han jugat a la secció oberta de quatre o més olimpíades, Kashdan té el quart millor percentatge de victòries de la història, només per darrere de Campions del Món com Mikhaïl Tal, Anatoli Kàrpov i Tigran Petrossian.

## Organitzador, àrbitre i escriptor
Kashdan va ser guardonat amb el títol de Gran Mestre el 1954, i va obtenir el títol d'àrbitre internacional el 1960. Kashdan va ser capità de l'equip dels Estats Units a l'Olimpíada de Leipzig de 1960, en què l'equip estatunidenc hi assolí la medalla d'argent. Frank Brady, un destacat escriptor i editor nord-americà, va elogiar la contribució de Kashdan en l'equip: «Possiblement l'element més valuós va ser un no jugador, Isaac Kashdan, com a capità de l'equip, ...»
El 1933, Kashdan, en col·laboració amb Horowitz, va fundar la publicació Chess Review, una revista que va ser adquirida posteriorment per la Federació d'Escacs dels Estats Units el 1969. Va editar el llibre de la Copa d'escacs Piatigorsky de 1966, un torneig del qual va fer de director.
Kashdan va ser durant molt de temps redactor de la columna d'escacs de Los Angeles Times, des de 1955 fins a 1982, quan va patir un accident cerebrovascular discapacitant.
En el seu paper d'àrbitre, va dirigir molts torneigs d'escacs, incloses les dues Copes Piatigorsky de 1963 (a Los Angeles) i 1966 (a Santa Monica). Kashdan també va ajudar a organitzar els torneigs de Lone Pine a la dècada de 1970, que van ser patrocinats per Louis Statham. Kashdan va estar relacionat més endavant en l'administració de la Federació d'Escacs dels Estats Units, actuant com a vicepresident.
Denker i Parr van descriure Kashdan com un tàctic poderós, però van destacar que la seva veritable força era al final del joc, i que era molt fort amb els dos alfils. No obstant això, el GM Denker també va assenyalar que "hi havia massa rigidesa" de vegades en el joc de Kashdan, recorrent a vegades a moviments poc ortodoxos per mantenir els dos alfils.